# Pleuropogon californicus
Pleuropogon californicus là một loài thực vật có hoa trong họ Hòa thảo. Loài này được (Nees) Benth. ex Vasey miêu tả khoa học đầu tiên năm 1883.